# 木下透
木下 透（きのした とおる、1959年8月31日 - ）は、和歌山県出身のプロゴルファー、元プロ野球選手（投手）、右投げ右打ち。野球選手時代は181cm、77kg、現在は181cm、88kg。

## 来歴
1977年、田辺高の3年の時、同校のエースとして第59回全国高等学校野球選手権大会の和歌山県大会に参加。決勝で同年春の第49回選抜高等学校野球大会を制した箕島高と対戦する。この時、箕島のエース・東裕司（三菱自動車水島）は、初戦から連続無失点を記録していたが、大会直前に箕島高校のある有田市をコレラ禍が襲い、市内を消毒、不用意な外出を禁じられていたため、箕島は全体的に練習が不足していた。そのような事情もあったが、木下は箕島打線を9回まで零封、東もまた田辺を9回まで零封し連続無失点を42とした。しかし延長に入り10回表、3塁に走者を置いた田辺は東の暴投で均衡を破り、さらに1点を追加、木下がその裏も得点を許さず勝利した。木下に10回を5安打9三振に抑えられ、春夏連覇の夢が消えた箕島監督・尾藤公は「田辺の木下投手は完璧な投球をした。立派だった」と述べた。ただこの年は、奈良県と和歌山県の両県で1代表とする紀和大会があった最後の年で、奈良県を制した智弁学園と、代表の座を賭けて紀和大会に挑むことになった。智弁学園の山口哲治を攻め、1回表に1点を先制する。だが味方の4失策が響き逆転され、2回以降山口を打てず1-4で敗退し、甲子園出場はならなかった。進学を希望していたが同年秋のプロ野球ドラフト会議で読売ジャイアンツから2位指名を受け、翌年から入団することになった。巨人の岩本堯二軍監督が高校の先輩であり、岩本の実弟が同校監督として木下を指導していた。
1978年から1981年まで4年間在籍したが、故障のため一軍出場はなく1981年限りで引退し、背番号54は翌年から入団する槙原寛己に引き継がれた。
引退後はプロゴルファーに転じ、現在は神戸ロイヤルパインズゴルフクラブに所属している。

## 詳細情報

### 年度別投手成績
- 一軍公式戦出場なし

### 背番号
- 54（1978年 - 1981年）